# Piotr Cybulski
Piotr Cybulski (ur. 19 kwietnia 1955 w Bierutowie) – polski polityk, inżynier leśnik, poseł na Sejm V i VI kadencji.

## Życiorys
Ukończył studia inżynierskie na Wydziale Leśnym Akademii Rolniczej w Poznaniu, od 1996 był nadleśniczym w nadleśnictwie w Lubinie.
Należał do Polskiej Zjednoczonej Partii Robotniczej, Konfederacji Polski Niepodległej i Stronnictwa Konserwatywno-Ludowego. Później przystąpił do Platformy Obywatelskiej. W 1998 i 2002 był wybierany do rady powiatu lubińskiego (w 2002 z ramienia stowarzyszenia „Teraz Lubin”). Z listy PO w wyborach parlamentarnych w 2005 uzyskał mandat poselski w okręgu legnickim liczbą 7332 głosów.
Po nieudanych negocjacjach w sprawie koalicji rządowej POPiS wstąpił do Klubu Parlamentarnego Prawa i Sprawiedliwości, następnie przeszedł do klubu parlamentarnego Ruch Ludowo-Narodowy, zapewniając klubowi przetrwanie po opuszczeniu go przez Zygmunta Wrzodaka i Mariana Daszyka. 18 grudnia 2006 zasiadł w kole poselskim Ruch Ludowo-Chrześcijański (powstałym po rozpadzie klubu RLN). W lutym 2007 brał udział w tworzeniu partii Ruch Ludowo-Narodowy. 27 kwietnia 2007 dołączył ponownie do Klubu Parlamentarnego PiS, a potem przystąpił także do tej partii.
W wyborach w 2007 po raz drugi uzyskał mandat poselski, otrzymując jako kandydat Prawa i Sprawiedliwości 11 835 głosów. W wyborach w 2009 bez powodzenia kandydował do Parlamentu Europejskiego. Pod koniec sierpnia 2011 wystąpił z KP PiS z powodu nieumieszczenia go na liście kandydatów tego ugrupowania w wyborach parlamentarnych w tym samym roku, pozostając wówczas członkiem partii. W rezultacie nie ubiegał się o reelekcję. W 2024 został wybrany na radnego Polkowic.

## Odznaczenia
W 2004, za zasługi w działalności na rzecz rozwoju leśnictwa, został odznaczony przez prezydenta Aleksandra Kwaśniewskiego Srebrnym Krzyżem Zasługi.

## Życie prywatne
Żonaty, ma czworo dzieci: trzech synów i córkę.